# Dil to Pagal Hai
Pour plus de détails, voir Fiche technique et Distribution.
Dil to Pagal Hai (en hindi : दिल तो पागल है, littéralement, Le cœur alors est fou) est un film indien réalisé par Yash Chopra, sorti en Inde en 31 octobre 1997.

## Synopsis
Rahul dirige une troupe de danseurs. Il s'est donné quelques semaines pour monter un nouveau spectacle qui s'intitulera Maya et dont il n'a qu'une vague idée du contenu. Au cours d'une répétition, Nisha, la danseuse vedette de la troupe, se blesse. Nisha est une amie de longue date de Rahul et la remplacer est délicat. C'est alors que Rahul rencontre Pooja, une jeune femme douée pour la danse mais réticente à se produire devant un public. Rahul réussit à la convaincre de rejoindre la troupe pour incarner Maya, et très rapidement, il en tombe amoureux. Pooja, séduite par Rahul, se retrouve déchirée entre ses sentiments pour ce dernier et sa promesse d'accepter la proposition en mariage émanant d'Ajay, son ami d'enfance. Mais Nisha, secrètement amoureuse de Rahul, n'a pas dit son dernier mot ...

## Fiche technique
- Titre : Dil to Pagal Hai (Traduction : Le cœur est fou)
- Titre original : दिल तो पागल है
- Réalisateur : Yash Chopra
- Scénario : Tanuja Chandra, Aditya Chopra, Pamela Chopra, Yash Chopra
- Producteurs : Yash Chopra et Mahen Vakil
- Musique : Uttam Singh (musique) et Anand Bakshi (paroles)
- Chorégraphies : Farah Khan (danses modernes) et Jaikishen Maharaj (danses classiques)
- Direction artistique : Sharmishta Roy
- Photographie : Manmohan Singh
- Montage : V.V. Karnik
- Langues : Hindî, Anglais Français
- Pays de production :  Inde
- Durée : 180 minutes
- Genre : Romance
- Dates de sortie :
  - Inde : 31 octobre 1997
  - France : 17 novembre 2006 en DVD

## Distribution
- Madhuri Dixit : Pooja
- Shahrukh Khan : Rahul
- Karisma Kapoor : Nisha
- Akshay Kumar : Ajay
- Farida Jalal : La tante de Pooja
- Yash Chopra : Lui-même (il apparaît dans la séquence d'ouverture)

## Musique
Le film comporte douze scènes musicales : Ek Duje Ke Vaaste ~ Le Gayi ~ Bholi Si Surat ~ Pyar Kar ~ Dil to Pagal Hai (1) ~ Koi Ladki Hai ~ The Dance Of Envy ~ Are Re Are (1) ~ Are Re Are (2) ~ Dholna ~ Climax Medley (Koi Ladki Hai / The Dance Of Envy / Are Re Are / Solo de batterie) ~ Dil to Pagal Hai (2).
| Titre                 | Musique     | Paroles      | Interprète(s)                 |
| --------------------- | ----------- | ------------ | ----------------------------- |
| Dholna                | Uttam Singh | Anand Bakshi | Udit Narayan, Lata Mangeshkar |
| Are Re Are            | Uttam Singh | Anand Bakshi | Udit Narayan, Lata Mangeshkar |
| Are Re Are (Part II)  | Uttam Singh | Anand Bakshi | Udit Narayan, Lata Mangeshkar |
| Are Re Are (Part III) | Uttam Singh | Anand Bakshi | Udit Narayan, Lata Mangeshkar |
| Bholi Si Surat        | Uttam Singh | Anand Bakshi | Lata Mangeshkar, Udit Narayan |
| Ek Duuje Ke Vaaste    | Uttam Singh | Anand Bakshi | Hariharan, Lata Mangeshkar    |
| Koi Ladki Hai         | Uttam Singh | Anand Bakshi | Lata Mangeshkar, Udit Narayan |
| Le Gayi               | Uttam Singh | Anand Bakshi | Asha Bhosle, Udit Narayan     |
| Pyar Kar              | Uttam Singh | Anand Bakshi | Lata Mangeshkar, Udit Narayan |
| The Dance Of Envy     | Uttam Singh | Anand Bakshi | Instrumental                  |
| Dil To Pagal Hai      | Uttam Singh | Anand Bakshi | Lata Mangeshkar, Udit Narayan |

(fr) Traduction des chansons sur Fantastikasia

## Autour du film
- Dil to Pagal est le premier film de Bollywood qui comporte des scènes tournées en Allemagne (à Baden-Baden et dans le parc d'attractions Europa Park).
- Maya, pour les Hindous comme pour les Sikhs, désigne l'« illusion », quelque chose qui ne fait pas partie du réel.
- L'interprétation de Karishma Kapoor dans le rôle d'une danseuse éconduite par Shahrukh Khan fut acclamée par la critique et elle reçut le précieux National Film Awards de la meilleure actrice dans un second rôle qui lui fut décerné par le président de l'Inde[1].

## Box Office
Le film fut un blockbuster au box office avec plus de 1 930 310 000  de roupies.

## Récompenses
- Dil to Pagal Hai a obtenu 7 Filmfare Awards :
  - Meilleur film
  - Meilleur acteur (Shahrukh Khan)
  - Meilleure actrice (Madhuri Dixit)
  - Meilleure actrice dans un second rôle (Karisma Kapoor)
  - Meilleure direction artistique (Sharmishta Roy)
  - Meilleurs dialogues (Aditya Chopra)
  - Meilleure musique (Uttam Singh)